# スターバト・マーテル (ペルゴレージ)

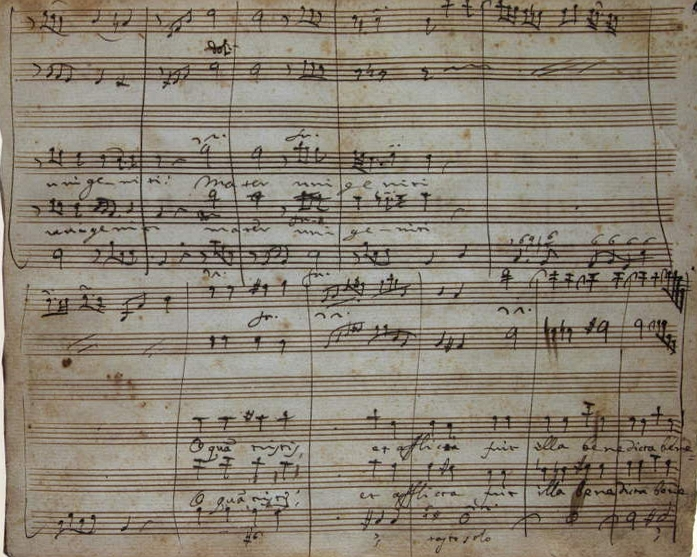
ペルゴレージによる自筆楽譜

『スターバト・マーテル』（Stabat mater）は、1736年にジョヴァンニ・バッティスタ・ペルゴレージが作曲した声楽作品。ペルゴレージ最後の作品である。

## 概要
ソプラノ、アルト独唱と弦楽器という編成は、アレッサンドロ・スカルラッティが1724年に作曲した『スターバト・マーテル』と共通する。このことから、スカルラッティの曲にかわるものとして依頼されたと推定されている。スカルラッティの曲はナポリで毎年四旬節に演奏されていた。スカルラッティとペルゴレージの曲はともに世俗カンタータと室内二重唱曲の影響を受けている。
ペルゴレージは1735年から健康を害し、1736年にはポッツオーリのフランシスコ会修道院に引退して、そこで本曲を含む最後の作品を作曲した。3月におそらく結核によって、26歳で没した。
本曲はすぐに有名になり、18世紀を通じてもっとも多く再版された曲であった。しばしばペルゴレージの原曲どおりでなく、大胆に編曲された形で出版された。また改作作品も多く、その中のひとつヨハン・ゼバスティアン・バッハのカンタータ「我が罪を拭い去りたまえ、いと高き神よ」(BWV 1083)は、本曲に詩篇第51番のドイツ語歌詞をつけたものである。
評価は当時から議論が分かれた。伝統主義者はこの作品を批判したが、別の人々は本作品の「ギャラント」で、表現力に富み、新しい点を評価した。そのほろ苦い調子は、おなじく晩年の作品である『サルヴェ・レジナ』ハ短調とも共通する。

## 編成
- ソプラノ、アルト、第1ヴァイオリン、第2ヴァイオリン、ヴィオラ、通奏低音[1]。

## 構成
12曲から構成される。演奏時間は約40分。
1. Stabat mater dolorosa (Grave) - 器楽による序奏についで、アルトから歌いはじめ、ソプラノが半小節遅れてその2度上を追いかける二重唱になる。
2. Cuius animam gementem (Andante amoroso) ソプラノ独唱。
3. O quam tristis et afflicta (Larghetto) 二重唱。
4. Quae moerebat et dolebat (Allegro) アルト独唱。
5. Quis est homo (Largo - Allegro) 二重唱。
6. Vidit suum dulcem natum (A tempo giusto) ソプラノ独唱。
7. Eia mater fons amoris (Andantino) アルト独唱。
8. Fac ut ardeat cor meum (Allegro) 二重唱。
9. Sancta mater, istud agas (A tempo giusto) 二重唱。
10. Fac ut portem Christi mortem (Largo) アルト独唱。
11. Inflammatus et accensus (Allegro ma non troppo) 二重唱。
12. Quando corpus morietur (Largo assai) 二重唱。最後の有名なアーメンコーラスで Presto assai になる。